# Australoberis refugians
Australoberis refugians är en tvåvingeart som först beskrevs av Miller 1917.  Australoberis refugians ingår i släktet Australoberis och familjen vapenflugor. Inga underarter finns listade i Catalogue of Life.